# Hans Henkel (Fußballspieler)
Hans Henkel (* 6. September 1945; † 26. Februar 2017) war ein deutscher Fußballspieler, der für die Betriebssportgemeinschaft BSG Motor Hermsdorf sieben Spielzeiten lang in der zweitklassigen DDR-Liga spielte. 

## Sportliche Laufbahn
In der Spielzeit 1968/69 stieg die BSG Motor Hermsdorf von der drittklassigen Bezirksliga erstmals in die DDR-Liga auf. Daran war auch der 23-jährige Hans Henkel beteiligt. In seiner ersten DDR-Liga-Saison 1969/70 bestritt er als Abwehrspieler 22 der 30 Ligaspiele. Vom 10. bis zum 14. Spieltag pausierte er. Da die BSG Motor den Klassenerhalt verpasste, spielte Henkel 1970/71 wieder in der Bezirksliga, schaffte mit der Mannschaft aber den sofortigen Wiederaufstieg. Es folgten zwei Spielzeiten in der DDR-Liga, in denen Henkel, der insgesamt nur fünf Punktspiele versäumte, zum Stammspieler aufrückte. Nach der Saison 1972/73 musste Henkel mit seiner Mannschaft erneut für ein Jahr zurück in die Bezirksliga. Nach dem erneuten sofortigen Wiederaufstieg hatte Henkel 1974/75 mit nur neun Ligaeinsätzen eine unbefriedigende Saison, erst in den Spielzeiten 1975/76 und 1976/77 erkämpfte er sich mit 42 Ligaeinsätzen bei 44 ausgetragenen Punktspielen wieder einen Platz in der Stammelf. 1977/78 spielte Hans Henkel seine letzte DDR-Liga-Saison. Er absolvierte nur noch 15 Ligaspiele und beendete danach seine Laufbahn im höherklassigen Fußball. Dort hatte er für die BSG Motor Hermsdorf jeweils als Abwehrspieler 127 DDR-Liga-Spiele bestritten und dabei drei Tore erzielt.